# Войново-Гора
Войново-Гора (Воинова Гора) — деревня в Орехово-Зуевском районе Московской области России. Относится к Верейскому сельскому поселению (до середины 2000-х — Дровосецкий сельский округ).

## Население
| 1926 | 2002 | 2006 | 2010 |
| ---- | ---- | ---- | ---- |
| 847  | ↘328 | →328 | ↘317 |

Согласно Всероссийской переписи, в 2002 году в деревне проживало 328 человек (142 мужчины и 186 женщин); преобладающая национальность — русские (98 %).

## История
На месте погоста Воинова Гора в древности был монастырь принадлежавший Троице-Сергиеву монастырю, но ни о времени его создания, ни о времени его упразднения не сохранилось никаких сведений. В писцовых книгах 1627 года и патриарших окладных книгах 1628 года было уже отмечено так: «погост, что был монастырь на Воиновой горе». Из этих отметок видно, что монастырь уже был упразднен в первой четверти XVII века. На погосте в то время была деревянная церковь в честь Успения Пресвятой Богородицы. При погосте в писцовых книгах показана деревня Воинова.
В своей жалованной грамоте Великий князь московский и владимирский Василий Дмитриевич, сын Великого московского князя Дмитрия Донского, отдавал этому монастырю право ловли рыбы в Клязьме: «Се аз князь Великий Василей Дмитриевич пожаловал монастырь Святой Богородицы на Воинове горе игумена з братьею, или который иный игумен ни будет у Святей Богородицы, — и шлют свою вотагу на Клязьму рыбы ловити во всю Клязьму, а мытники и таможники у них мыта, ни тамги не емлют…».
Следующий великий московский князь Василий II (Тёмный) освободил монастырь от постоя гонцов, приказав ездить не мимо монастыря, а «осовцом дорогою пошлою по Заречью»: «Аж поедет кто ездок мимо тот монастырь в лете или в зиме, ини у них в монастыре не ставятся, ни кормов у них не емлют, ни обидит их никто, ни грабит их никто. А хто имет ся у них ставит в монастыре или у них кто што возмет, и тому быт от меня в казни».
В переписных книгах 1678 года за Троице-Сергиевым монастырем значится уже село Воиново, в нём церковь Успения Пресвятой Богородицы, при церкви священник Иван Борисов, пономарь и просвирница. К селу приписана деревня Тимошкино, в которой было тогда 22 двора крестьянских и 1 бобыльский, населения в них было 70 душ мужского пола.
В 1723 года вместо старого построен новый деревянный храм. Освящен в 1725 году также в честь Успения Пресвятой Богородицы. О времени построения этого храма и его освящения сохранилась отметка в делах Синодального казённого приказа и надпись на местной иконе Николая Чудотворца.
В ведомости о вотчинах Троицкой Лавры, составленной в 1761 году, значится село Воиново на реке Клязьме, в нём тогда числилось 52 души мужского пола. С крестьян получалось оброку 51 рубль 20 копеек.
В 1761 году в Воинове насчитывалось 52 души мужского пола, в 1859 году — 40. В конце XVIII века внутри деревни значилась пустошь Фомина, принадлежавшая московским и владимирским ямщикам.
Деревянная церковь в Воинове существовала до 1868 года; в этом году вследствие своей ветхости она была сломана. Вместо деревянной церкви ещё в 1838 году был построен каменный храм с такою же колокольнею. Престолов три: главный — в честь Успения Пресвятой Богородицы (освящён в 1855 году), в приделах тёплых: во имя Николая Чудотворца (освящен в 1847 году) и преподобного Сергия Радонежского (освящен в 1840 году). В иконостасах этой церкви были поставлены иконы из прежней деревянной церкви. Из этих икон более замечательна древняя икона Святого Николая Чудотворца. На ней надпись: «лета 7123 (1615 год) декабря в 25 день построен сей храм во имя Пресвятой Богородицы честного и славного её Успения при священнике Ефиме Иванове…» В церковной библиотеке хранились богослужебные книги с надписями. Так на общей Минее по листам подписано: «Лета 7184 (1676 год) сию книгу приложили и купили всем миром в дом Пресвятой Богородицы Успения при священнике Иване Борисове и буде кто тое книгу продаст или отдаст или заложит, в чём и нам с ним судитца на втором пришедствии перед Спасом». Подобная же надпись на Триодях цветной от 1679 года и постной от 1628 года. Кроме этого хранилась Служба и Житие преподобного Сергия и Никона печати 1646 года. Церковные документы хранились в целости: копия с метрических книг с 1803 года (были отдельные тетради метрических книг и с 1780 года), исповедные росписи с 1829 года.
В 1897 году причта по штату было положено: священник и псаломщик. Дома у членов причта собственные на церковной земле. На содержание причта использовались следующие средства:
- от земли пахатной и сенокосной — до 100 рублей;
- от служб и требоисправлений — до 700 рублей
- процентов с причтового капитала (2659 рублей) — 115 рублей[9].

В 1897 году Воиново-горский приход состоял из деревень: Воинова Гора (полверсты от церкви), Городище (3 версты) и Дубровка (4 версты), в коих по клировым ведомостям числится 689 душ мужского пола и 785 — женского. Кроме этих деревень в XVIII столетии в приходе были деревни: Прокудино, Алексино, Внуково и Неверово. В 1897 году жители этих деревень проживают в Ямских Слободах под Москвой, Владимиром и Переславлем.
По данным на 1895 год, в деревне ежегодно, 15 августа проводилась Успенская ярмарка. Товары доставляемые на ярмарку: мука, крупа, соль, постное масло, мёд, мясо, деревянная посуда, железные изделия, сукно, ситец и прочее. Доход торговцев около 1000 рублей.
В конце XIX — начале XX века на месте нынешней деревни выделяли два населённых пункта: погост Воинова Гора и деревню Воинова Гора. Оба они входили в состав Покров-Слободской волости Покровского уезда Владимирской губернии. По данным на 1905 год на погосте располагалось 4 двора, жителей — 7 человек, в деревне — 84 двора, жителей — 510 человек. На карте А. И. Менде середины XIX века, погост называется «Успенский».

## Расположение
Деревня Войново-Гора расположена на правом берегу реки Клязьмы, примерно в 6 км к северо-востоку от центра города Орехово-Зуево и в 3 км к юго-западу от посёлка Городищи Владимирской области, в который, однако, нет доступа — отсутствуют какие-либо мосты через Клязьму. Рядом с деревней есть платформа Воиново Горьковского направления МЖД.
Многоэтажных домов в деревне нет, есть только коттеджи. Многие жители деревни учатся и работают в ближайшем городе Орехово-Зуево.

## Достопримечательности
В деревне находится церковь Успения Пресвятой Богородицы. Церковь была построена в 1838 году в стиле ампир и является объектом культурного наследия местного значения. Церковь является действующей. Ведутся реставрационные работы.

## Образование
В деревне расположена Войново-Горская общеобразовательная школа. Школа была открыта в 1884 году и является одной из старейших школ района. На базе школы последние несколько лет работает летний православный лагерь.
В 2020 году власти объявили о расформировании учебного заведения в рамках оптимизации. Однако местным жителям удалось отстоять школу, благодаря активному освещению ситуации в СМИ.